# Коктейл парти ефект
Коктейл парти ефектът е феноменът на способността на мозъка да фокусира слуховото си внимание върху определен стимул, като същевременно филтрира набор от други стимули, като например, когато присъстващ на парти може да се съсредоточи върху един разговор в шумна стая. Слушателите имат способността да разделят различни стимули в различни потоци и впоследствие да решат кои потоци са най-подходящи за тях. По този начин се предполага, че сетивната памет на човек подсъзнателно анализира всички стимули и идентифицира отделни части от информацията, като ги класифицира по вид. Този ефект е това, което позволява на повечето хора да се настроят да „включат“ даден глас и да „изключат“ всички останали. Това явление често се описва по отношение на „селективно внимание“ или „селективно изслушване“. Той може също да опише подобен феномен, който се случва, когато човек може незабавно да открие важни думи, произхождащи от необслужвани стимули, например да чуе името си сред широк спектър от слухови данни.
Неспособността да се разделят стимулите по този начин понякога се нарича „проблем на коктейлното парти“ или „глухота на коктейлното парти“.